# Пантина (деревня)
Пантина — деревня в Чердынском городском округе Пермского края России. До января 2020 года входила в Бондюжское сельское поселение Чердынского района. Расположена примерно в 29 километрах на северо-запад от окружного центра — города Чердынь.
Климат умеренно-континентальный с продолжительной холодной и снежной зимой и коротким летом. Снежный покров удерживается 170—190 дней. Средняя высота снежного покрова составляет более 70 см, в лесу около 1 метра. В лесу снег сохраняется до конца мая. Продолжительность безморозного периода примерно 110 дней.

## Население
1. Н/Д[4]

Постоянное население на 2002 год — 47 человек, 100 % русские.